# ダイヤモンド社
株式会社ダイヤモンド社（ダイヤモンドしゃ、英: DIAMOND, Inc.）は、主に経済やビジネスなどの書籍や雑誌等を出版している日本の出版社である。1913年（大正2年）に、『経済雑誌ダイヤモンド』を創刊して設立。本社は東京都渋谷区に所在する。
「ダイヤモンド社」あるいは「ダイヤモンド」を社名とする会社は日本全国に複数存在するが、それらとの関係はない。

## 概要
経済・経営・ビジネス関連の書籍および雑誌を中心に、幅広いジャンルの出版物を発行し、ウェブメディア事業、研修・テスト事業なども展開する総合出版社。「経済雑誌ダイヤモンド」創刊以来、2013年（平成25年）に創業100周年を迎えた。

## 沿革
- 1913年（大正2年）5月 - 石山賢吉が創業、月刊の「ダイヤモンド」誌を創刊[2]。
- 1918年（大正7年） - 麹町区内幸町（現千代田区霞が関）に新築移転
- 1918年（大正7年）10月 - 印刷工場の操業を開始
- 1933年（昭和8年）5月25日 - 株式会社化し、商号を株式會社經濟雑誌ダイヤモンド社に変更
- 1944年（昭和19年）6月 - ダイヤモンド印刷（現ダイヤモンド・ファンド社）を設立
- 1945年（昭和20年）11月 - 「ダイヤモンド」誌を復刊
- 1946年（昭和21年）9月 - 「ダイヤモンド」誌を旬刊化
- 1955年（昭和30年）3月 - 「ダイヤモンド」誌を週刊化し「週刊ダイヤモンド」に。
- 1969年（昭和44年）3月 - P.F.ドラッカー著『断絶の時代』を刊行、ベストセラーとなる。子会社ダイヤモンド・ビッグ社を設立[3]。
- 1970年（昭和45年）
  - 4月 - 資本金1億4000万円に増資
  - 4月 - 米フリードマン社との合弁によりダイヤモンド・フリードマン社を設立
- 1971年（昭和46年）5月 - 商号を株式会社ダイヤモンド社に変更
- 1972年（昭和47年）
  - 4月 - ダイヤモンド・ピーアール・センターを設立
  - 9月 - ダイヤモンド・グラフィック社を設立
  - 9月 - ダイヤモンド・セールス編集企画（現ダイヤモンド・ビジネス企画）を設立
- 1976年（昭和51年）8月 - 米「Harvard Business Review」誌との提携により「ダイヤモンド・ハーバード・ビジネスレビュー」誌を創刊
- 1978年（昭和53年）9月 - 自動車雑誌「カー・アンド・ドライバー」創刊
- 1979年（昭和54年） - ダイヤモンド・ビッグ社から旅行ガイドブック「地球の歩き方」を初刊行[3]
- 1987年（昭和62年）9月 - テレビ情報誌「TVステーション」を創刊
- 1990年（平成2年）4月 - ダイヤモンド・デザイン・マネジメント・ネットワーク機構を開始
- 1993年（平成5年）5月 - ダイヤモンド経営者倶楽部を開設
- 1999年（平成11年）8月 - 渋谷区神宮前に本社移転。
- 2000年（平成12年）
  - 3月 - 月刊誌「ダイヤモンドZAi」を創刊
  - 6月 - ダイヤモンド・エグゼクティブ・ラーニング（現ダイヤモンド・コミュニケーションズ）を設立
  - 10月 - 「ダイヤモンド・ハーバード・ビジネス」誌を「DIAMONDハーバード・ビジネス・レビュー」に誌名変更し、月刊に移行
- 2001年（平成13年）8月 - 特約店会ダイヤモンド・パートナーズ・クラブを設立
- 2003年（平成15年）7月 - 「ダイヤモンド経済小説大賞」（のち城山三郎経済小説大賞に改称）創設
- 2007年（平成19年）
  - 6月 - 「ダイヤモンド経済小説大賞」を改め、「城山三郎経済小説大賞」として再スタート
  - 10月 - ビジネス情報サイト「ダイヤモンド・オンライン」開始
- 2009年（平成21年）12月 - 『もし高校野球の女子マネージャーがドラッカーの『マネジメント』を読んだら』出版。創業以来初のミリオンセラー[4]、及びダブルミリオンとなる。「もしドラ」は10年の流行語大賞にもノミネート、11年にはテレビアニメ（NHK）、映画化もされ、270万部を超える空前のヒット作品となる
- 2013年（平成25年） - 「ダイヤモンド」創刊から100年。
- 2019年（令和1年）
  - 6月 - ダイヤモンド・オンラインの有料版サブスクリプション「ダイヤモンド・プレミアム」を開始。
  - 6月 - 『ノーサイド・ゲーム』出版。7月2019年7月期にTBS系で大泉洋主演でテレビドラマ化された。
- 2020年（令和2年）
  - 4月 - オンラインメディア「ダイヤモンド不動産研究所」を創刊
  - 7月 - オンラインメディア「DIAMOND SIGNAL」を創刊
- 2021年（令和3年）
  - 1月 - ダイヤモンド・ビッグ社が手がける「地球の歩き方」を学研プラスに事業譲渡[3][5]。この件に対し、事業譲渡が違法だとして、ダイヤモンド・ビッグ社の元社長ら3人が3月11日に東京地方裁判所に提訴したが[6]、2023年2月21日に東京地裁は「法令に違反し、著しく不公正であると認めることはできない」として元社長らの請求を棄却した[7]。

## 主な出版物
- 週刊ダイヤモンド
- DIAMONDハーバード・ビジネス・レビュー
- ダイヤモンドZAi
- テレビステーション
- カー・アンド・ドライバー（日本版・2020年5月号まで）
- もし高校野球の女子マネージャーがドラッカーの『マネジメント』を読んだら
- 嫌われる勇気
- ナシーム・ニコラス・タレブ

## 主なウェブ事業
- ダイヤモンド・オンライン
- ザイ・オンライン
- ザイFX!
- DIAMOND SIGNAL
- ダイヤモンド不動産研究所
- ダイヤモンドクォータリー

## メディア放送・掲載
- 2017年（平成29年）3月19日 「Story 〜長寿企業の知恵〜 #006」 - ダイヤモンド社 15代目 石田哲哉[8]